# Sanakht
Sanakht (anche Sanakhte) (... – 2715 a.C.) è stato un faraone appartenente III dinastia egizia.

## Biografia
Sanakht è stato considerato per molto tempo il fondatore della III dinastia.

Secondo questa teoria si tratterebbe, presumibilmente, di un figlio di Nimaathap, figlia di Khasekhemui, forse l'ultimo sovrano della II dinastia.

Sanakht sarebbe anche, sempre secondo lo stesso schema, fratello maggiore di Djoser.
Recenti ritrovamenti hanno messo in discussione questo schema proponendo per questo sovrano l'inserimento nella II dinastia senza però essere in grado di definire una rigorosa cronologia all'interno della III dinastia.
Secondo il Papiro Westcar, che riporta alcuni antenati di Cheope, un sovrano di nome Nebka avrebbe regnato dopo Djoser e prima di Huni.
Il nome di questo sovrano si trova associato a quello di Djoser in alcune iscrizioni.
La correlazione tra Sanakht, Nebka e Necherophes discende dalla posizione dei nomi nelle Liste Reali ma non ha ancora trovato conferme archeologiche sicure.
La tomba di Sanakht si trova nella necropoli di Abu Rawash

## Liste reali
| nb | kA |

| nb | kA |

| nb | kA |

| nb | kA |

| nb | kA |

| nb | kA |

| nb | kA |

| nb | kA |

|            | \| \| \| non citato \| \| \| |
|            |                              |
| non citato |                              |
|            |                              |

|            |
| non citato |
|            |

| HASH |

| HASH |

| HASH |

| HASH |

| HASH |

| HASH |

| HASH |

| HASH |

## Titolatura
| G5 |

| G5 |

| V18 | n · M3 |

| V18 | n · M3 |

| V18 | n · M3 |

| V18 | n · M3 |

| V18 | n · M3 |

| V18 | n · M3 |

| V18 | n · M3 |

| V18 | n · M3 |

| G16 |

| G16 |

|  |

| G8 |

| G8 |

|  |

| M23 · X1 | L2 · X1 |

| M23 · X1 | L2 · X1 |

| nb | kA |

| nb | kA |

| nb | kA |

| nb | kA |

| nb | kA |

| nb | kA |

| nb | kA |

| nb | kA |

| G39 | N5 |

| G39 | N5 |

|                   | \| \| \| Non ancora in uso \| \| \| |
|                   |                                     |
| Non ancora in uso |                                     |
|                   |                                     |

|                   |
| Non ancora in uso |
|                   |

## Altre datazioni
| Autore        | Anni di regno         |
| ------------- | --------------------- |
| Redford       | 2688 a.C.-2682 a.C.   |
| von Beckerath | 2682 a.C. - 2665 a.C. |
| Málek         | 2647 a.C.- 2628 a.C.  |